# Architettura modulare
In un'architettura modulare ogni blocco fisico implementa una o uno specifico insieme di funzioni e ha relazioni ben definite con gli altri blocchi.
L'architettura modulare consente quindi di fare cambiamenti progettuali su un singolo blocco, senza dover modificare gli altri per avere il funzionamento corretto del prodotto, e di progettare i diversi blocchi in modo indipendente gli uni dagli altri.
Un esempio è la Lloyd's Bank a Londra, Regno Unito (1979-86), dell'architetto inglese Richard Rogers.